# Hallur, Bagalkot
Hallur là một làng thuộc tehsil Bagalkot, huyện Bagalkot, bang Karnataka, Ấn Độ.